# 조마면

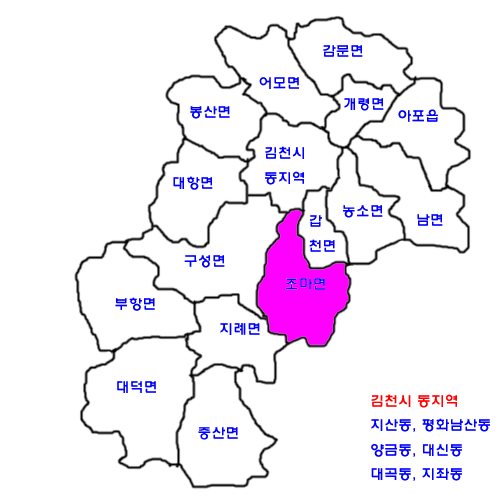
김천시 조마면

조마면(助馬面)은 경상북도 김천시 남동부에 위치한 면이다.

## 개요
조마면은 삼한시대부터 주조마국이라는 부족국가의 형태로 형성된 유서 깊은 고장으로, 시의 남동부에 위치하며 동으로는 감천면과 성주군 벽진면, 서로는 구성면, 남으로는 지례면과 성주군 금수강산면, 북으로는 양금동과 경계를 이루고 있다. 또한 감천을 끼고 발달한 비옥한 토지와 넓은 들판에서 생산되는 전국에서도 명성이 높은 조마 장바우 감자의 주산지이며 그 외에도 품질 좋은 자두, 사과, 양파, 대파, 상추 등 우수하고 안전한 웰빙농산물을 생산하고 있다.

## 연혁
- 삼한시대 : 주조마국
- 조선시대 : 신가랑 부곡
- 1918년 : 남천면, 조마남면
- 1930년 : 남천면, 조마남면을 통합 조마면
- 1949년 8월 15일 : 김천군에서 금릉군 조마면으로 개칭 (김천읍이 시로 승격)
- 1995년 1월 1일 : 김천시, 금릉군 통합으로 김천시 조마면으로 개칭

## 행정 구역
| 법정리 | 행정리                                      | 비고                   |
| ------ | ------------------------------------------- | ---------------------- |
| 강곡리 | 강곡1리, 강곡2리                            | 면 행정복지센터 소재지 |
| 대방리 | 대방1리, 대방2리, 대방3리                   |                        |
| 삼산리 | 삼산리                                      |                        |
| 신곡리 | 신곡1리, 신곡2리, 신곡3리                   |                        |
| 신안리 | 신안1리, 신안2리, 신안3리, 신안4리, 신안5리 |                        |
| 신왕리 | 신왕1리, 신왕2리                            |                        |
| 장암리 | 장암1리, 장암2리, 장암3리                   |                        |

## 교육
- 조마초등학교
  - 대방분교 (폐교) : 조마면 대방5길 10 (대방리)
  - 신안분교 (폐교) : 조마면 신안4길 80 (신안리)